# Бурундийско-индийские отношения
Бурундийско-индийские отношения — двусторонние дипломатические отношения между Бурунди и Индией.

## История
Дипломатические отношения между Бурунди и Индией установились в мае 2007 года, после отменения санкций Восточноафриканским сообществом против Бурунди. В 2009 в Нью-Дели построилось первое посольство Бурунди, а в 2010 году в Индию приехал первый посол.
В сентябре 2012 года президент Бурунди Пьер Нкурунзиза совершил государственный визит в Индию. В ходе визита две страны подписали соглашения о сотрудничестве в области развития сельских районов, образования, здравоохранения и медицины. В 2010 году Нкурунзиза также совершил частный визит, чтобы обратиться за медицинской помощью.
В феврале 2012 года государственный министр иностранных дел Индии Пренит Каур посетила Бурунди, став первым индийским министром, посетившим страну. Каур встретилась с президентом и министром иностранных дел Бурунди и подписала генеральное соглашение о сотрудничестве. Государственный министр Индии по развитию сельских районов Сударшан Бхагат посетил Бурунди в июле 2015 года. Он встретился с президентом и министром иностранных дел Бурунди.
Бурунди поддерживает кандидатуру Индии на постоянное место в Совете Безопасности ООН. 

## Двусторонние экономические отношения
Индия была вторым по величине источником импорта в Бурунди в 2015 году. В 2013 году двусторонняя торговля составила 30,89 млн. долларов США. Индия экспортировала в Бурунди товары на сумму 30,71 млн. долларов США, а Бурунди поставила Индии товары на сумму 180 000 долларов США.
Экспорт Индии в Бурунди: фармацевтические препараты и химикаты, машины и инструменты, изделия из пластика и линолеума, транспортное оборудование, резиновые изделия и химикаты. Основной импорт из Бурунди в Индию — неэлектрические машины, железо и сталь.